# 開源控股
開源控股有限公司（英語：Kai Yuan Holdings Limited，港交所：01215），簡稱開源控股，公司之前的名稱為國新集團，2007年4月，胡錦濤侄子胡翼時接任主席後於同年9月易名為開源控股。開源控股現在的業務包括從事熱能供應、物業投資及鋼鐵製造。
2008年3月，開源控股以3億港元入股天津供熱發展公司，開始發展中國供熱業務。
2009年1月，開源控股以52億元收購香港譽進的全部權益。香港譽進擁有的資產包括日照型鋼公司30%的股權、日照鋼鐵公司30%的股權及日照鋼鐵軋鋼公司25%的股權，上述3間公司為日照鋼鐵的主要資產。
2013年12月，開源控股以4.9億港元購入香港上環干諾道西95號隆堡滿景酒店。
2014年6月，开源控股以3.45亿欧元收购巴黎香榭丽舍万豪酒店。
2016年5月，開源控股公告，執行董事薛健已獲委任為該公司行政總裁。
2018年4月，開源控股以8.1億港元向大鴻輝興業出售香港島上環干諾道西94號至95號的上環晉逸海景精品酒店。
2019年10月23日，開源控股公布，旗下附屬上海泰普星坦新材料以總代價1235萬元人民幣向賣方靳輝收購目標公司北京凱瑞英科技30.875%股權。

## 連結
- 開源控股有限公司 KaiYuanHoldings.com （页面存档备份，存于）